# Bukit Batok
Bukit Batok is een geplande stad in Singapore, in de West Regio van Singapore, en telt ongeveer 113.000 inwoners en 32.998 wooneenheden.
In Bukit Batok bevindt zich het winkelcentrum West Mall, geopend in 1998, met een totale vloeroppervlakte van 26.300 m².
Metrostation Bukit Batok halteert in de wijk.